# Issenheim
Issenheim (tiếng Đức: Isenheim) là một xã ở tỉnh Haut-Rhin trong vùng Grand Est ở đông bắc Pháp. Xã này có diện tích 8,18 km², dân số năm 1999 là 3459 người. Khu vực này có độ cao từ 223-268 mét trên mực nước biển.